# Afrikanska mästerskapet i futsal 2011
Afrikanska mästerskapet i futsal 2011 var planerat att vara det femte kontinentala mästerskapet i Afrika i bollsporten futsal, för CAF-landslag, men blev inställt då värdnationen Burkina Faso drog sig ur värdskapet. Mästerskapet var ursprungligen tänkt att spelas under perioden  15–27 december 2010, men flyttades fram till april 2011. När Burkina Faso drog sig ur, beslöt CAF att ej erbjuda värdskapet till en annan nation.